# Maria Restituta
Syster Maria Restituta, egentligen Helene Kafka, född 1 maj 1894 i Hussowitz i närheten av Brno i dåvarande Österrike-Ungern (nuvarande Husovice i Tjeckien), död 30 mars 1943 i Wien, var en österrikisk nunna och sjuksköterska.
Efter första världskriget började hon arbeta på sjukhuset i Mödling, där hon med tiden blev den ledande operationssköterskan. Sjukhuset drabbades av nazifieringen efter den tyska inmarschen i Österrike 1938, Anschluss. Maria Restituta beordrades att ta ner krucifixen från sjukhusets väggar. Hon vägrade att göra detta och uttalade sig kritiskt om den nazityska regimen. En av sjukhusets läkare, som stödde nazisterna, angav Maria Restituta, och hon blev arresterad av Gestapo på askonsdagen 1942. I slutet av oktober 1942 dömdes hon av Folkdomstolen till döden för ”samröre med fienden och planerat högförräderi”. Syster Maria Restituta halshöggs den 30 mars 1943.
Påve Johannes Paulus II saligförklarade Syster Maria Restituta när han besökte Wien den 21 juni 1998.